# Pierre Lallement
Pierre Lallement (Pont-à-Mousson, 25 de outubro de 1843 – Boston, 29 de agosto de 1891) é considerado por alguns pesquisadores o inventor da bicicleta.

## Biografia

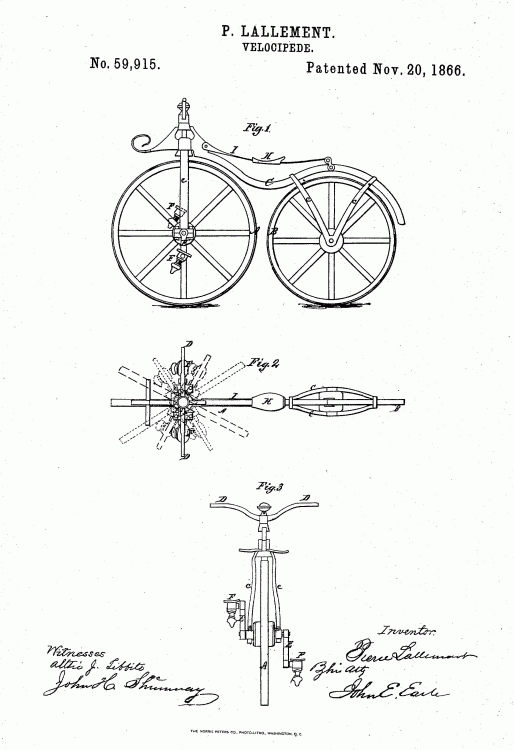
A patente original para bicicletas movidas a pedais, registrada por Pierre Lallement, US Patent No. 59.915 outorgada em 20 de novembro de 1866.

Aos 19 anos de idade, quando era um fabricante de carrinhos de bebê em Nancy, França, no ano de 1862, Lallement viu alguém a andar com uma draisiana e teve a ideia de construir o seu próprio veículo, mas com a adaptação de uma transmissão englobando um mecanismo de pedi vela giratório e pedais fixados no cubo da roda dianteira. Ele então acabou por criar a primeira bicicleta propriamente dita depois que mudou-se para Paris em 1863.
Lallement aparentemente interagiu com os irmãos Olivier, que viram um grande potencial comercial na sua invenção. Os Oliviers formaram uma sociedade com Pierre Michaux em 1864 para iniciar a produção em massa de um velocípede com duas rodas baseado-se no projecto de Lallement, e o próprio Lallement aparentemente tornou-se um empregado de Michaux durante algum tempo.
Lallement deixou a França em Julho de 1865, e foi para os Estados Unidos, fixando a sua residência em Ansonia, Connecticut, onde ele fabricou e uma versão melhorada da sua bicicleta. Ele registou a primeira e única patente de bicicletas movidas a pedal em Abril de 1866, sendo esta patente outorgada em Novembro. O desenho de sua patente mostra um veículo com uma grande semelhança com as draisianas fabricadas por Denis Johnson of London, com o seu quadro com formato sinuoso, sendo a única diferença a adição de pedais, pedi velas e uma faixa fina de ferro sobre o quadro agindo como uma mola sobre a qual ele colocou o selim, para proporcionar uma viagem mais confortável.
Sem encontrar um fabricante estadunidense que se interessasse em produzir seu veículo, Lallement retornou a Paris em 1868, momento em que as bicicletas de Pierre Michaux estavam produzindo o primeiro "boom" das bicicletas na França, um entusiasmo que se propagou por toda a Europa e nos EUA. Lallement retornou aos Estados Unidos novamente em algum momento antes de 1880, que foi a data de um processo de violação de patente quando ele testemunhou a favor do reclamante Albert Pope, que tinha comprado sua patente. Lallement estava morando no Brooklyn e trabalhando como empregado de Albert Pope. Ele morreu no anonimato em 1891 em Boston aos 47 anos.Mas ao passar do tempo a bicicleta foi sofrendo modificações onde facilitou a vida dos ciclistas e das pessoas que a usavam. na maioria das vezes a bicicleta é um dos melhores meios de transportes, pois além de não poluir o meio ambiente faz bem à saúde.